# San Cristóbal de la Polantera
San Cristóbal de la Polantera – gmina w Hiszpanii, w prowincji León, w Kastylii i León, o powierzchni 24,56 km². W 2011 roku gmina liczyła 825 mieszkańców.